# ベア郡 (テキサス州)
ベア郡（英: Bexar County、[ˈbɛər]）は、アメリカ合衆国テキサス州の中央部南に位置する郡である。人口は200万9324人（2020年）。郡庁所在地はサンアントニオ（人口1,327,407人）であり、同郡で人口最大、テキサス州で第2位、アメリカ合衆国で第7位の都市である。古スペイン語で"Béxar"は [ˈbeʃar] と発音される。
ベア郡はサンアントニオ・ニューブローンフェルズ大都市圏の中心となる郡である。テキサス州は共和党支持の伝統があるが、ベア郡は大統領選挙で二大政党が競り合うところである。1972年以降ベア郡を制した大統領候補が全て全国を制して当選してきた。

## 歴史
1836年12月20日、ベア郡が創設され、その町域はテキサス共和国西部全体に広がっており、ニューメキシコ州西部や北のワイオミング州までその後の論争があった地域までが含まれていた。テキサス州が州となった後に、ベア郡の中から128の郡が創設された。
ベア郡はテキサスが独立を果たしたときに、23あった自治体（管理区分）の1つであるサンアントニオ・デ・ベハルからその名前が得られた。サンアントニオ・デ・ベハルは当初サンフェルナンド・デ・ベハルの村だったが、スペイン領テキサスでは最初の市民政府が樹立されたところだった。1731年、サンアントニオ川の水源周辺に設立されていた伝導所近くに、カナリア諸島からの移民55人が入ったときに、この町が造られた。この開拓地は、伝導所を守っていたスペインの軍事基地サンアントニオ・デ・ベハル砦に因んで名付けられた。サンペドロ泉に位置するこの砦は1718年に設立されており、スペインのベハル侯爵の次男で、メキシコ副王バルタザル・マヌエル・デ・ズニハ・イ・グスマン・ソトマヨル・イ・サルミエントに因んで名付けられた。ベハルはスペインの町の名だった。

## 地理
アメリカ合衆国国勢調査局に拠れば、郡域全面積は1,257平方マイル (3,256 km2)であり、このうち陸地1,247平方マイル (3,230 km2)、水域は10平方マイル (26 km2)で水域率は0.78%である。
ベア郡はテキサス州中央部南にあり、ヒューストン市の西190マイル (305 km)、メキシコ湾から内陸に140マイル (225 km) に位置している。
バルコーンズ断崖が郡内西部から北東に横切っている。断崖の北はテキサス・ヒル・カントリーの岩の多い丘陵、泉と峡谷である。断崖の南は黒土プレーリーと南テキサス平原である。サンアントニオ川がサンアントニオ市中心街の北にある泉から流れ出し、郡内の南と南東方向に向かって流れている。

### 主要高規格道路
- 州間高速道路10号線
- 州間高速道路35号線
- 州間高速道路37号線
- 州間高速道路410号線
- アメリカ国道87号線
- アメリカ国道90号線
- アメリカ国道181号線
- アメリカ国道281号線
- テキサス州道16号線

### 隣接する郡
- ケンドール郡 - 北
- コマール郡 - 北
- グアダルーペ郡 - 北東
- ウィルソン郡 - 南東
- アタスコサ郡 - 南
- メディナ郡 - 西
- バンデラ郡 - 北西

### 国立保護地域
- サンアントニオ・ミッション国立歴史公園

## 人口動態
以下は2000年国勢調査による人口統計データである。
| 基礎データ - 人口: 1,392,931人 - 世帯数: 488,942 世帯 - 家族数: 345,681 家族 - 人口密度: 431人/km2（1,117人/mi2） - 住居数: 521,359軒 - 住居密度: 161軒/km2（418軒/mi2） 人種別人口構成 - 白人: 68.86% - アフリカン・アメリカン: 7.18% - ネイティブ・アメリカン: 0.80% - アジア人: 1.61% - 太平洋諸島系: 0.10% - その他の人種: 17.80% - 混血: 3.64% - ヒスパニック・ラテン系: 54.35% 年齢別人口構成 - 18歳未満: 28.5% - 18-24歳: 10.7% - 25-44歳: 30.6% - 45-64歳: 19.9% - 65歳以上: 10.4% - 年齢の中央値: 32歳 - 性比（女性100人あたり男性の人口） - 総人口: 94.7 - 18歳以上: 91.2 | 世帯と家族（対世帯数） - 18歳未満の子供がいる: 36.6% - 結婚・同居している夫婦: 50.5% - 未婚・離婚・死別女性が世帯主: 15.5% - 非家族世帯: 29.3% - 単身世帯: 24.0% - 65歳以上の老人1人暮らし: 7.4% - 平均構成人数 - 世帯: 2.78人 - 家族: 3.33人 収入と家計 - 収入の中央値 - 世帯: 38,328米ドル - 家族: 43,724米ドル - 性別 - 男性: 30,756米ドル - 女性: 24,920米ドル - 人口1人あたり収入: 18,363米ドル - 貧困線以下 - 対人口: 15.9% - 対家族数: 12.7% - 18歳未満: 22.4% - 65歳以上: 12.2% |

## 都市と町
| - サンアントニオ - 郡庁所在地 - アラモハイツ - バルコーンズハイツ - キャッスルヒルズ - シボロ* - チャイナグローブ - コンバース - クロスマウンテン - エルメンドーフ - フェアオークスランチ* * - グレイフォレスト - ヘロテス - ヒルカントリービレッジ - ハリウッドパーク - カービー - レオンスプリングス | - レオンバレー - ライブオーク - ライトル* * * * - オルモスパーク - シャーツ* * * - シーニックオークス - セルマ* * * - シャバノパーク - サマセット - セントヘドウィグ - テレルヒルズ - ティンバーウッドパーク - ユニバーサルシティ - ボンオーミー - ウィンドクレスト |

- *  小部分のみが郡内
- * *  ベア郡、コマール郡、ケンドール郡に跨っている
- * * *  ベア郡、コマール郡、グアダルーペ郡に跨っている
- * * * *  ベア郡、アタスコサ郡、メディナ郡に跨っている

## 政治
ベア郡は大統領選挙で二大政党が競り合うところである。1972年以降ベア郡を制した大統領候補が全て全国を制して当選してきた。2008年の大統領選挙では、バラク・オバマが投票総数の52.23%を獲得してベア郡を制した。これはオバマが獲得した全国の得票率52.92%とほぼ同じだった。

## 矯正施設
ベア郡収監所がサンアントニオ市中心街ノースコマル200にある。
テキサス州刑事司法省が郡内未編入領域で男性用のドミニゲス刑務所を運営している。

## 著名な出身者
- ミシェル・ロドリゲス、女優、ジェームズ・キャメロン監督による映画アバターに出演
- ロバート・ロドリゲス、映画監督、「スパイキッズ」、「デスペラード」、「シン・シティ」